# Mellicta acerasia
Mellicta acerasia är en fjärilsart som beskrevs av Hormuzaki 1911. Mellicta acerasia ingår i släktet Mellicta och familjen praktfjärilar. Inga underarter finns listade i Catalogue of Life.